# Морозовское (Васильковский район)
Моро́зовское (укр. Морозівське; до 2016 г. Пролета́рское) — село, Павловский сельский совет, Васильковский район,
Днепропетровская область, Украина.
Код КОАТУУ — 1220787711. Население по переписи 2001 года составляло 27 человек.

## Географическое положение
Село Морозовское находится на расстоянии в 0,5 км от села Алексеевка (Новониколаевский район) и в 1-м км от села Новогригоровка.
По селу протекает пересыхающий ручей с запрудой.